# Allée des Eiders
L'allée des Eiders est une voie du 19e arrondissement de Paris, en France.

## Situation et accès
L'allée des Eiders est une voie située dans le 19e arrondissement de Paris. Elle débute au 16, rue de Cambrai et se termine au 64, rue de l'Ourcq. 
On y trouve des boutiques, comme une école de danse et un laboratoire dentaire, mais aussi une école maternelle.

## Historique
Cette voie de desserte créée en 1976 prend sa dénomination par un décret préfet du 23 février 1977.